# Bustin' + Dronin'
Bustin' + Dronin' é um álbum remix/ao vivo da banda britânica de rock Blur, lançado em 1998. Originalmente era para ser lançado apenas no Japão, mas foi lançado, mais tarde, um número limitado de cópias no Reino Unido e nos Estados Unidos. Todas as remixes são do álbum homônimo. Com cinco álbuns lançados com o mesmo produtor (Stephen Street), a gravadora mudou de produtor, escolhendo William Orbit.

## Faixas

### Disco 1
1. "Movin' On" (William Orbit Mix) – 7:56
2. "Death of a Party" (Well Blurred Remix) – 6:45
3. "On Your Own" (Crouch End Broadway Mix) – 4:11
4. "Beetlebum" (Moby Mix) – 6:42
5. "Essex Dogs" (Thurston Moore Mix) – 9:00
6. "Death of a Party" (Billy Whiskers Mix) – 4:45
7. "Theme From Retro" (John McEntire Mix) – 5:41
8. "Death of a Party" (12" Death) – 7:07
9. "On Your Own" (Walter Wall Mix) – 15:00

### Disco 2
Gravado ao vivo em Peel Acres.
1. "Popscene" – 3:05
2. "Song 2" – 1:50¹
3. "On Your Own" – 4:47
4. "Chinese Bombs" – 1:15
5. "Movin' On" – 3:21
6. "M.O.R." – 2:59